# Жінка у сонячних променях
«Жінка у сонячних променях» (англ. A Woman in the Sun) — картина Едварда Гоппера, створена у 1961 році. Зберігається у нью-йоркському Музеї американського мистецтва Вітні.

## Аналіз
Мотив самотньої жінки у кімнаті з одним або двома вікнами — один з найпопулярніших у творчості Гоппера (наприклад, «Дівчина за швейною машиною»). Дана картина може здаватися концентрацією попередніх полотен митця, але атмосфера, освітлення та символіка тут інші.
Сама кімната мебльована скромно. Таким чином, уся зайва обстановка зникає, аби не відволікати увагу глядача від головної героїні: жінки, яка стоїть у променях сонця, що падають з вікна. Приміщення виглядає досить умовно, без точності у зображенні нечисленних деталей. А ось освітлене тіло жінки написане досить ретельно. Статична фігура героїні здається застиглою в часі. По суті, модель художника старіє разом з ним — це незмінна натурниця Гоппера протягом багатьох років його дружина Джозефіна (їй було 78 років на момент створення цієї картини). Фігура цієї жінки стає джерелом суперечливих почуттів. З одного боку, її пружне та сильне тіло, висока талія надають їй непохитного та рішучого вигляду; з іншого ж, її торкнута віком нагота, її самотність, навпаки, підкреслюють її слабкість та хрупкість. Світло, що заливає жінку, яка дивиться в інші світи, набуває магічну природу, стає ніби потойбічним.
Подібний настрій присутній і у картині «Люди у сонячних променях» (1960), яка теж — своєрідна загадка, яку глядач має розв'язати. Таким чином, його погляд і уява відіграють важливу роль у створенні картини.
Отже, головна тема твору, як і картини «Люди у сонячних променях», — очікування та покірність долі.